# Marie-Louise của Madagascar
 Công chúa Marie-Louise Razafinkeriefo ở Madagascar (1 tháng 5 năm 1897 - 18 tháng 1 năm 1948) là người thừa kế cuối cùng và là kẻ giả danh ngai vàng của Vương quốc Madagascar. Bà là một người cháu và là con gái nuôi của Ranavalona III. Trong Thế chiến II, bà làm y tá và được chính phủ Pháp trao tặng danh hiệu Bắc Đẩu Bội tinh cho dịch vụ y tế của mình.

## Tiểu sử

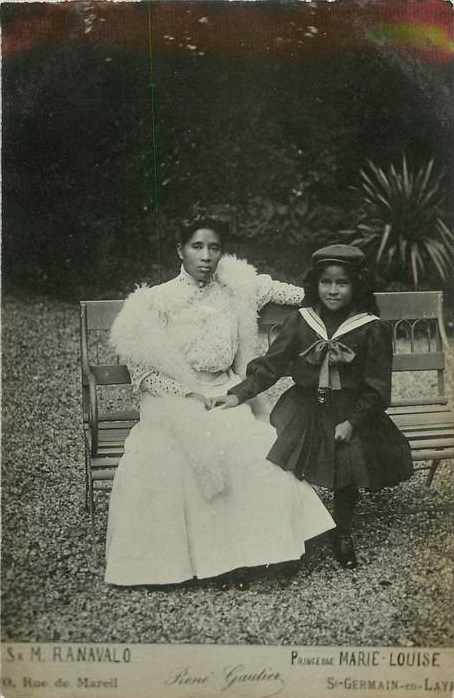
Công chúa Marie-Louise (phải) cùng Nữ vương Ranavalona III tại Saint-Germain-en-Laye, năm 1905

Marie-Louise của Madagascar được sinh ra khi lưu vong vào ngày 1 tháng 5 năm 1897 tại khách sạn de l'Europe ở Saint-Denis, Réunion. Mẹ bà, Razafinandriamanitra, là con gái của Công chúa Rasendranoro và là cháu gái của Ranavalona III. Bà là một đứa con ngoài giá thú, vì mẹ bà đã thụ thai với một người lính Pháp vô danh. Bà được sinh ra trong khi gia đình hoàng gia lưu vong trên lãnh thổ Pháp sau khi chế độ quân chủ Malagasy bị bãi bỏ do chế độ thực dân Pháp. Mẹ bà qua đời năm ngày sau khi sinh. Mặc dù gia đình hoàng gia theo đạo Tin lành, Marie-Louise đã được rửa tội trong đức tin Công giáo tại Nhà thờ Thánh Denis để xoa dịu người Pháp. Sau đó, bà được Nữ hoàng Ranavalona nhận nuôi và theo các quy tắc kế thừa truyền thống, người thừa kế rõ ràng với ngai vàng bị hủy bỏ của Madagascar.

Trong vòng một tháng sau khi đến Saint-Denis, gia đình hoàng gia đã được chuyển đến một ngôi nhà thuộc sở hữu của Madame de Villentroy ở góc đường de de'Arsenal và rue du Rempart gần văn phòng chính phủ Pháp. Cùng với nữ hoàng và các công chúa, gia đình hoàng gia bao gồm hai thư ký, một đầu bếp, một hầu gái và người hầu. Họ sống trong ngôi nhà gần hai năm trước khi họ bị chính phủ Pháp chuyển đi. Với căng thẳng giữa Pháp và Vương quốc Anh về xung đột ở Sudan, các quan chức Pháp trở nên lo ngại rằng Madagascar có thể phát động một cuộc nổi loạn chống lại sự cai trị của Pháp. Sự hiện diện của Nữ hoàng Ranavalona tại Réunion được coi là nguồn khích lệ khả dĩ cho phiến quân Malagasy, vì vậy gia đình hoàng gia đã được tái định cư. Vào ngày 1 tháng 2 năm 1899, họ lên tàu Yang-Tse và đi thuyền đến Brussilles. Chúng được tổ chức tại Pháp trong vài tháng trước khi được chuyển đến một biệt thự ở Mustapha Superieur ở Algeria thuộc Pháp. Mặc dù là người Công giáo, Marie-Louise đã tham dự các buổi cầu nguyện Tin lành tại một nhà thờ Cải cách cùng với gia đình ở trung tâm Algiers.
 Marie-Louise rời Algeria đến Pháp để theo học trường trung học tại Lycée de Jeunes filles de Versailles. Trong thời gian đó, dì của bà, Nữ hoàng Ranavalona đã qua đời năm 1917. Tại Pháp, Marie-Louise đã gặp một kỹ sư nông nghiệp người Pháp tên là Andre Bosshard. Họ kết hôn vào ngày 24 tháng 6 năm 1921. Bà tiếp tục nhận được một khoản trợ cấp nhỏ từ chính phủ Pháp, nhưng quyết định theo đuổi nghề y tá. Bà đã được chính phủ Pháp trao tặng danh hiệu Bắc Đẩu Bội tinh cho các dịch vụ y tế của mình trong Thế chiến II. Cuộc hôn nhân của Marie-Louise và Bosshard không có con, và sau đó họ đã ly dị. Bà sống những năm còn lại của mình như một công dân trong xã hội cao cấp ở Paris. Bà qua đời tại Bazoches-sur-le-Betz vào ngày 18 tháng 1 năm 1948 và được chôn cất tại Montreuil. Bà là người kế vị cuối cùng của ngai vàng Madagascar.

### Danh hiệu nước ngoài
- liên_kết= Bắc Đẩu Bội tinh